# 96. Infanterie-Division (Wehrmacht)
Die 96. Infanterie-Division (ID) war ein Großverband des Heeres der Wehrmacht im Zweiten Weltkrieg.

## Geschichte

### Aufstellung
Die 96. Infanterie-Division wurde als 5. Aufstellungswelle des Wehrkreises XI am 21. September 1939 auf dem Truppenübungsplatz Bergen bei Celle aufgestellt. Zur Auffüllung wurde Stammpersonal auch aus den Wehrkreisen VI und II herangezogen. Die Feldverwendungsfähigkeit sollte ursprünglich schon im November 1939 hergestellt werden. In den Jahren 1940 bis 1941 war die 96. Infanterie-Division noch weitgehend inaktiv.

### Beurlaubung
Die Division wurde ab August 1940 beurlaubt.
Im Februar 1941 erfolgte die Wiedereinberufung.

### Unternehmen Barbarossa
Ab August 1941 nahm die 96. ID am Unternehmen Barbarossa teil. Dabei war die Division im Rahmen der 16. Armee an den Gefechten zur Leningrader Blockade beteiligt.

### Umgliederung
1942 wurde die Gesamtanzahl der Infanterie-Bataillone auf sechs reduziert, dabei wurden I.Btl./283, I.Btl./284 und III.Btl./287 aufgelöst.

### Verlegung zur Heeresgruppe Mitte
Anfang 1944 wurde die 96. Infanterie-Division aus Nordrussland abgezogen und in der westlichen Ukraine eingesetzt. Dabei wurde die 96. ID von mehreren sowjetischen Schützen- und Panzerdivisionen im sogenannten „Hube-Kessel“ oder „Wandernden Kessel“ bei Kamenez-Podolski eingeschlossen. 

### Auffrischung
Nach einem erfolgreichen Ausbruch musste der dezimierte Verband aufgefrischt werden. Den Rest des Jahres 1944 verbrachte die Division in den Beskiden.

### Ungarn
Während der Endphase des Zweiten Weltkriegs war die 96. Infanterie-Division vom Januar 1945 bis zum Mai 1945 in Ungarn, Slowenien und Österreich eingesetzt.

### Kapitulation
In Niederösterreich geriet sie in US-amerikanische Kriegsgefangenschaft, wurde aber teilweise an die Sowjetunion übergeben.
| Datum                           | Armeekorps          | Armee          | Heeresgruppe | Schauplatz      |
| ------------------------------- | ------------------- | -------------- | ------------ | --------------- |
| Dezember 1939                   | XXV                 | 7. Armee       | C            | Oberrhein       |
| Januar bis Mai 1940             | Reserve             | 7. Armee       | C            | Bruchsal        |
| Juni 1940                       | XXXXIII             | 9. Armee       | B            | Ostfrankreich   |
| Juli 1940                       | XXXXIII             | 1. Armee       | C            | Ostfrankreich   |
| August 1940 bis Februar 1941    | Bereitstellung      | –              | –            | WK XI           |
| März bis April 1941             | XXXXII              | 16. Armee      | A            | Nordfrankreich  |
| Mai bis Juni 1941               | XXXXII              | 15. Armee      | D            | Nordfrankreich  |
| Juli 1941                       | in Transit          | –              | Mitte        | –               |
| August 1941                     | Reserve             | 16. Armee      | Nord         | Staraja Russa   |
| September 1941                  | XXVIII              | 16. Armee      | Nord         | Staraja Russa   |
| Oktober 1941                    | XXXIX               | 16. Armee      | Nord         | Staraja Russa   |
| November 1941                   | I                   | 16. Armee      | Nord         | Staraja Russa   |
| Dezember 1941 bis November 1942 | XXVIII              | 18. Armee      | Nord         | Wolchow         |
| Dezember 1942 bis Februar 1943  | XXVI                | 18. Armee      | Nord         | Wolchow         |
| März 1943 bis Januar 1944       | XXVIII              | 18. Armee      | Nord         | Wolchow         |
| Februar bis März 1944           | LIX                 | 4. Panzerarmee | Süd          | Schepetowka     |
| April 1944                      | XXXXVI              | 1. Panzerarmee | Nordukraine  | Tarnopol        |
| Mai 1944                        | XXXXVIII            | 4. Panzerarmee | Nordukraine  | Tarnopol        |
| Juni bis Juli 1944              | XXXXVIII            | 1. Panzerarmee | Nordukraine  | Brody           |
| August 1944                     | XXIV                | 1. Panzerarmee | Nordukraine  | Beskiden        |
| September 1944                  | XI. SS              | 1. Panzerarmee | Nordukraine  | Beskiden        |
| Oktober bis Dezember 1944       | XI. SS              | 17. Armee      | A            | Beskiden        |
| Januar 1945                     | in Transit          | –              | Süd          | Ungarn          |
| Februar bis März 1945           | I. Kavallerie-Korps | 6. Armee       | Süd          | Ungarn          |
| April 1945                      | XXXXIII             | 8. Armee       | Süd          | Pressburg, Wien |
| Mai 1945                        | XXXXIII             | 8. Armee       | Ostmark      | Niederdonau     |

## Gliederung
| November 1939                                                                  | Juli 1944                       |
| ------------------------------------------------------------------------------ | ------------------------------- |
| Infanterie-Regiment 283                                                        | Grenadier-Regiment 283          |
| Infanterie-Regiment 284                                                        | Grenadier-Regiment 284          |
| Infanterie-Regiment 287                                                        | Grenadier-Regiment 287          |
| Artillerie-Regiment 196                                                        |                                 |
| –                                                                              | Divisions-Füsilier-Bataillon 96 |
| Divisionseinheiten 196 (statt Aufklärungs-Abteilung nur Radfahr-Schwadron 196) |                                 |

## Kommandeure
- General der Infanterie Erwin Vierow 15. September 1939 bis 5. August 1940
- Generalleutnant Wolf Schede 7. August 1940 bis 10. April 1942
- Generalleutnant Joachim von Schleinitz 10. April bis 6. Oktober 1942
- Generalleutnant Ferdinand Noeldechen 9. Oktober 1942 bis 28. Juni 1943
- Generalleutnant Richard Wirtz 28. Juli bis 30. November 1943
- Generalmajor von Blücher 1. Dezember 1943 bis Januar 1944
- Oberst Fischer Januar bis August 1944
- Generalleutnant Werner Dürking 1. September bis 11. September 1944
- Generalleutnant Richard Wirtz 3. Oktober bis 10. November 1944
- Generalmajor Hermann Harrendorf 1. Dezember 1944 bis 8. Mai 1945

## Bekannte Divisionsangehörige
- Erich Mülbe (1898–1976), war ein Historiker und Publizist